# Schlacht am Eurymedon
Lade – Marathon – Thermopylen – Artemision – Salamis – Plataiai – Mykale – Eurymedon
Die Schlacht am Eurymedon fand ca. 465 v. Chr. zwischen den Truppen des Attischen Seebundes unter Führung von Kimon und den Persern statt; sie gehört zur Spätphase der Perserkriege und gilt als die letzte bedeutende kriegerische Auseinandersetzung zwischen dem Seebund und den Persern.

## Hergang
Tatsächlich handelte es sich bei diesem Gefecht um eine Doppelschlacht: Am selben Tag bekämpften sich jeweils die Landheere wie auch die Flotten der Athener und der Perser an der Mündung des Flusses Eurymedon (heute: Köprü Çayı im Süden der Türkei). Der Eurymedon verlief im südlichen Kleinasien, vom Taurusgebirge her kommend, an der Stadt Aspendos vorbei zur Küste von Pamphylien in das Mittelmeer. 
Den Griechen gelang zunächst in der Seeschlacht die Zerstörung der gegnerischen Flotte, die aus 200 phönizischen Schiffen im Dienst der Perser bestand. Daraufhin landete Kimon an der Küste, griff das persische Heerlager an und besiegte auch das feindliche Landheer. Da die griechischen Trieren in der Regel nur eine kleine Anzahl Hopliten trugen, wird meist davon ausgegangen, dass das Landgefecht eher als kleines Zusammentreffen zu gelten hat.

## Folgen
Durch den Sieg des Seebundes war die persische Vorherrschaft in den Gewässern zwischen Zypern und Kleinasien gebrochen; die Ägäis wurde zu einem griechisch beherrschten Binnenmeer. Durch den Sieg wurde Athen zu einer Großmacht und erscheint als der bedeutendste Gegenspieler des Perserreichs. In der Folge schlossen sich nun auch die Städte Kariens und Lykiens (u. a. Knidos und Phaselis) dem Seebund an. Die Beute, die man in der Schlacht machte, wurde zum Ausbau der Akropolis von Athen verwendet.

## Künstlerische Rezeption
Offenbar in den Zusammenhang der Schlacht gehört die berühmte, so genannte „Eurymedon-Kanne“. Diese zeigt einen karikiert dargestellten Perser, der im Begriff ist, von einem Griechen oder Thraker anal vergewaltigt zu werden, sowie die Worte „Ich bin Eurymedon“.